# دانشگاه ایلینوی شرقی
دانشگاه ایلینوی شرقی (به انگلیسی: Eastern Illinois University) یک دانشگاه عمومی است که در «چارلستون» ایالت «ایلینوی» قرار دارد. دانشگاه در سال ۱۸۹۵ با نام «مدرسه ایالتی ایلینوی شرقی» به ثبت رسید، که به کار تربیت معلمان در دوره‌های دو ساله اشتغال داشت. و کم کم با توسعه دانشگاه، رشته‌های دیگر در زمینه‌های مختلف مانند: بازرگانی، هنر، علوم، علوم انسانی نیز به آن اضافه گردید.
دانشگاه در مقاطع تحصیلی لیسانس و فوق لیسانس به دانشجویان خود مدرک ارائه می‌دهد.

## مکان
این دانشگاه در چارلزتون کولز ایلینوی واقع شده است.

## دانشکده‌ها و مدرسه‌ها
دانشگاه ایلینوی شرقی از ۴ دانشمده تشکیل شده است:
- دانشکده هنر و علوم انسانی
- دانشکده تجارت و علوم کاربردی
- دانشکده آموزش و مطالعات حرفه‌ای
- دانشکده علوم